# Тюремно-промышленный комплекс
Тюремно-промышленный комплекс (ТПК) — термин, появившийся по аналогии с термином 1950-х годов «военно-промышленный комплекс». Он указывает на быстрый рост численности заключённых в США, и на политическое влияние частных тюремных компаний и бизнесов, предоставляющих товары и услуги правительственным тюрьмам ради прибыли.
Наиболее типичные игроки ТПК — это корпорации, использующие по контракту дешёвый труд заключенных, строительные компании, компании — продавцы систем видеонаблюдения, компании, предоставляющие продовольственное снабжение и медицинские услуги, профсоюзы тюремных охранников, частные агентства по условно-досрочному освобождению, адвокаты, и соответствующие лоббистские группы, представляющие подобные компании.

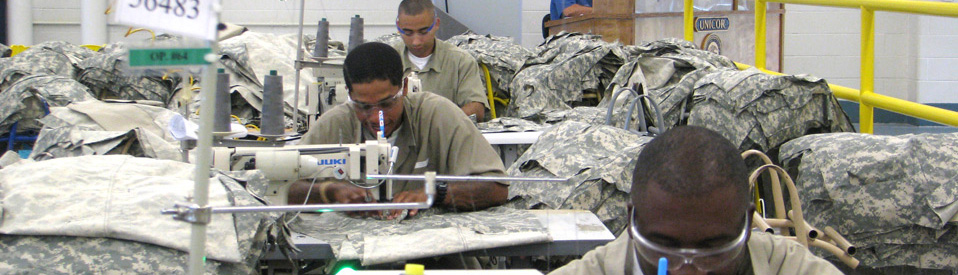
Американские заключённые шьют униформу.

Потенциально вредоносными элементами ТПК являются строительство и расширение тюрем, так же, как и использование труда заключенных, так как подобная деятельность несёт экономический эффект, который очевидно тем больше, чем сильнее увеличивается численность заключенных. Термин ТПК также указывает на то, что для ряда его игроков приоритетом является получение прибыли, а не реабилитация осуждённых преступников. Сторонники подобной точки зрения, в том числе правозащитные организации, такие, как Институт Рутерфорда и Американский союз гражданских свобод, полагают, что желание получить прибыль путём приватизации тюрем приводит к росту тюремной индустрии и общей численности заключенных. Правозащитники считают, что стимулирование строительства новых тюрем ради прибыли прямо подталкивает увеличение количества заключенных, причём среди них непропорционально много афроамериканцев и латиноамериканцев.

## История
В США еще в 1934 г. было создано Федеральное тюремное промышленное объединение, которое использует труд осужденных на государственных промышленных предприятиях.
Рост количества заключенных в частных тюрьмах обычно связывается с объявленной президентом Ричардом Никсоном в 1971 году «Войной с наркотиками», которая вылилась в общее ужесточение наказаний.
В 1970-е годы была принята федеральная Программа сертификации расширения тюремной индустрии (Prison Industry Enhancement Certification Program, PIECP), учреждена НКО Американский законодательный совет (American Legislative Exchange Council, ALEC), и принят Закон о тюремной индустрии (Prison Industries Act, 1979). Программа легализовала перевозку продукции, изготовленной заключенными, через границы штатов, и также позволила заключенным получать рыночные зарплаты, с которых могли удерживаться налоги, компенсации жертвам, выплаты в пользу семьи. Целью PIECP, ALEC и Закона о тюремной индустрии было мотивировать правительства штатов и местные правительства создавать рабочие места, которые позволили бы заключенным вносить вклад в общество, развивать трудовые навыки и снижать количество рецидивов, так же, как и уменьшать стоимость содержания осуждённых. До этой программы труд заключенных в частном секторе был запрещён в течение десятилетий. Результатом стало то, что прибыли тюремной индустрии возросли с 392 млн долл. в 1980 году до 1,31 млрд в 1994.
В январе 1983 года бизнесмен из Нашвилла основал Корпорацию исправительных учреждений Америки (Corrections Corporation of America, CCA, в настоящее время — CoreCivic), ставшую старейшей и крупнейшей частной тюремной компанией в США. Компания построила 58 исправительных учреждений по всей стране, первое появилось в апреле 1984 в Хьюстоне, Техас.
По состоянию на 2012 компания, являясь многомиллиардной корпорацией, управляет более чем 65 исправительными учреждениями с доходом более, чем 1,7 млрд долл.
Чтобы сделать свои тюрьмы более прибыльными, Компания урезала затраты на персонал, увеличила количество видеокамер и разбила тюрьмы на блоки, с тем, чтобы облегчить наблюдение. До 70 % расходов частных тюрем составляют выплаты персоналу, что приводит к систематическому урезанию штата.
В 1988 году была основана вторая крупнейшая частная тюремная компания, Корпорация исправительных учреждений Вакенхат GEO Group, подразделение Корпорации Вакенхат. Впоследствии WCC была реорганизована в GEO Group, и, по состоянию на 2017, управляла 70 исправительными учреждениями и изоляторами. Компания формулирует свою миссию как: «Развивать инновационное государственно-частное партнёрство с правительственными учреждениями по всему миру, организуя высококачественные и конкурентоспособные по затратам исправительные, реабилитационные и службы временного задержания, а также службы электронного наблюдения, обеспечивающие лидирующие в тюремной индустрии программы реабилитации для мужчин и женщин, вверенных нашим заботам».
В 1992 году Генеральный прокурор США Уильям Барр представил доклад, агитирующий за увеличение количества заключенных на душу населения. Политика минимальных тюремных сроков привела к росту количества заключенных по экспоненте в течение 1990-х, причем результатом стало непропорционально большое представительство афроамериканцев и других меньшинств. CCA и GeoGroup были тесно связаны с ALEC, и в 1999 признали свои значительные пожертвования этой организации.
В 1994 году президент Билл Клинтон подписал Закон о контроле за преступлениями, связанными с насилием, и правоприменении (Violent Crime Control and Law Enforcement Act), важнейший закон о тюрьмах в истории. Этот закон прямо выделил 9,7 млрд долл. на содержание тюрем и ввёл так называемый закон трёх ошибок (Three Strikes Law). В соответствии с этим принципом рецидивисты, имевшие три приговора, получали чрезвычайно большие сроки (от 25 лет до пожизненного). Результатом стал взрывной рост количества заключенных, так же, как и прибылей тюремных компаний, таких, как CCA и GeoGroup, и аффилированных с ними. Общее количество заключенных выросло с 949 тыс. в 1993 до 1,5 млн на май 1995, а к 2008 году достигло 2 млн.
В течение 1984—2000 расходы штатов на содержание тюрем выросли до угрожающих величин. В общей сложности количество заключенных за 1970—2005 увеличилось на 700 %. Приватизация тюрем продолжалась, и на 2003 год 44,2 % заключенных в тюрьмах штата Нью-Мексико содержались в частных учреждениях. Другие штаты, — в частности, Аризона, Вермонт, Коннектикут, Алабама, Пенсильвания, Южная Каролина, Юта, Огайо и Флорида — также начали расширять свои контракты с частными компаниями. По состоянию на 2015 год 91 300 человек было заключено в частных тюрьмах штатов, и 26 тыс. — в частных федеральных тюрьмах (в соответствии с данными Бюро юридической статистики), что составляет 7 % и 13 %, соответственно.
В конце 2016 администрация Барака Обамы выпустила указ об уменьшении количества контрактов для частных федеральных тюрем. 18 августа 2016 года бывший тогда заместителем Генерального прокурора (Deputy Attorney General) Салли Йатс выпустил меморандум, гласивший: «Я указываю, что, когда каждый контракт [с частной корпорацией] окончится, Бюро должно или отклонять запросы об его продлении, или существенно уменьшать его объём в строгом соответствии с законом и с проводимой Бюро политикой сокращения количества заключенных в целом».
Менее чем через месяц, уже в президентство Дональда Трампа, Генеральный прокурор Джефф Сешнс отменил политику администрации Обамы. Администрация Трампа расширила применение жестких мер к нелегальным иммигрантам и выступала за более жёсткие уголовные наказания.
Многие критики частных тюрем указывают, что их приватизация только культивирует рост тюремно-индустриального комплекса в Соединённых Штатах. Джон У. Уайтхед, основатель Института Рутерфорда, утверждает: «Приватизация тюрем просто подталкивает к заключениям ради прибылей. В результате миллионы американцев, большинство из которых осуждено за нетяжкие преступления, на непомерно длительные сроки передаются корпорациям, которые ничего не делают для защиты общества или предотвращения рецидивов». Уайтхед указывает, что существующее положение вещей ставит юридическую систему в зависимость от власти корпораций.
Частные тюрьмы стали выгодным бизнесом; CCA зарабатывает достаточно денег, чтобы торговаться на бирже. Это было замечено финансовыми учреждениями, и теперь инвесторами частных тюрем являются такие большие корпорации, как Вэллс Фарго (инвестировавшая 6 млн долл. в CCA), Банк Америки, Дженерал Электрик и т. д.
В соответствии с данными расследования Министерства юстиции США в 2010 году, многие сотрудники и заключенные частных тюрем, имеющие контакты с ядовитыми металлами, недостаточно обучены обращению с ними или имеют недостаточно ресурсов для этого. О травмах и заболеваниях, появляющихся в результате этого, не сообщают должным образом в соответствующие инстанции. После этого расследования было обнаружено, что UNICOR, федеральная программа по работе с заключенными, действующая под эгидой федерального Бюро тюрем, пыталась скрыть реальные условия труда от инспекторов, проводя уборку перед их прибытием.
В 2010 году GeoGroup и CoreCivic имели контрактов на общую сумму 2,9 млрд долл. В январе 2017 представители обеих этих компаний были приглашены на инаугурацию Дональда Трампа, сделав щедрое пожертвование в 250 тыс. долл. инаугарационному комитету.

## Война с наркотиками
Кампания по борьбе с наркотиками (т. н. «Война с наркотиками») значительно повлияла на развитие тюремно-промышленного комплекса. В рамках этой политики злоупотребление наркотиками начало рассматриваться как уголовное преступление. С того времени, как президент Рейган узаконил «Войну с наркотиками» в 1980 году, численность заключенных утроилась. Согласно данным Федерального бюро тюрем, большинство заключенных в федеральных тюрьмах США осуждено за деяния, связанные с наркотиками.
Некоторые аналитики считают, что снижение тюремных приговоров по уголовным статьям, связанным с наркотиками, вызовет конец тюремно-промышленного комплекса. В случае, если «Война с наркотиками» прекратится, это существенно повлияет на прибыли частных тюрем.

### История отношений между Войной с наркотиками и ТПК
Один из факторов, вызвавших появление тюремно-промышленного комплекса, имел место в штате Нью-Йорк в 1973. Нельсон Рокфеллер, в то время — губернатор Нью-Йорка, боролся за применение строгих мер против наркотиков. Фактически, он задал вектор для будущей Войны с наркотиками, и дал образец для других штатов. Он требовал применения для каждого нелегального торговца наркотиками, даже несовершеннолетнего, пожизненного тюремного приговора, с запретом условно-досрочных освобождений и сделок со следствием. Результатом стали антинаркотические законы Рокфеллера, хотя и не такие жёсткие, как требовал Рокфеллер. Они стали образцом для подобных законов в других штатах. Впоследствии к этому движению присоединилось и федеральное правительство, принявшее в 1986 году Закон о борьбе со злоупотреблением наркотиками. Эти законы привели к переполнению нью-йоркских тюрем. Рокфеллер уступил место губернатора Марио Куомо, который был вынужден пойти на расширение тюрем, поскольку не имел достаточно влияния для отмены или смягчения новых законов. С целью найти финансирование для этого Куомо прибег к помощи Корпорации городского развития, учреждению штата, которое могло выпускать долговые обязательства штата без голосования избирателей. Корпорация легально владела тюрьмами, и, в конце концов, штат продал ей тюрьму Аттика. Таким образом стало возможно получать политический капитал от приватизации тюрем.

### Влияние криминализации употребления наркотиков на ТПК
Политика Войны с наркотиками вызвала расширение тюрем и позволила тюремно-промышленному комплексу процветать. Количество лиц, ожидающих суда или осужденных по наркотическим статьям к реальным тюремным срокам, увеличилось с 40 тыс. в 1980 году до 450 тыс. в настоящее время. В случае осуждения драгдилеров на их месте немедленно появляются новые дилеры, что приводит к постоянному притоку потенциальных заключенных. Таким образом, имеет место эффект домино: жёсткие антинаркотические законы приводят к переполнению тюрем, что, в свою очередь, вызывает увеличение прибылей от их приватизации и рост тюремно-промышленного комплекса.

### Расовые аспекты
Критики указывают, что Война с наркотиками диспропорционально затронула афроамериканскую общину. Считается, что, несмотря на то, что белые употребляют запрещённые наркотики так же часто, как и чёрные, чёрных мужчин арестовывают по антинаркотическим статьям в пять раз чаще. По разным оценкам, чёрные составляют до 50 % заключённых в тюрьмах.

## Экономика

### Эффекты
Тюремная индустрия США на 2012 год производила 100 % военных касок, форменных ремней и портупей, бронежилетов, идентификационных карт, рубашек, брюк, палаток, рюкзаков и фляжек. Помимо военного снаряжения и обмундирования, здесь изготавливали 98 % монтажных инструментов, 46 % пуленепробиваемых жилетов, 36 % бытовой техники, 30 % наушников, микрофонов, мегафонов и 21 % офисной мебели, а также авиационное и медицинское оборудование и многое другое.
Эрик Шлоссер писал:

Тюремно-промышленный комплекс — не только совокупность групп заинтересованных лиц и учреждений, это также состояние умов. Жажда больших денег разлагает систему правосудия нации, заменяя ценности безопасности и служения обществу погоней за прибылью. Рвение чиновников провести законы об ужесточении наказаний сочетается с их нежеланием обратить внимание на социальные последствия этих законов.

Хадар Авирам, профессор права в юридическом колледже университета Калифорнии, предполагает, что критика тюремно-промышленного комплекса слишком сосредоточена на частных тюрьмах. Она считает, что «частные компании, получающие прямую прибыль от заключения людей в тюрьмы, неэтичны».

### Труд заключенных
Тюремно-промышленный комплекс широко эксплуатирует дешёвый труд заключенных, фактически продолжая традиции рабства и аренды заключённых. Работа, выполняемая заключенными, как правило, не требует квалификации, и заключает большую долю тяжёлого физического труда. Как правило, она оплачивается по минимуму, от 0,12 $ до 0,40 $ в час.
По мнению криминалистов, количество заключенных растёт независимо от изменения уровня преступности. Фактически, рост количества заключённых кормит многие малые и средние бизнесы, производящие мебель, еду, одежду и т. д. Тюремная система является третьим по величине работодателем в мире.
Активисты Ева Голдберг и Лида Эванс сообщают, что, по их мнению, «для частного бизнеса труд заключенных — это горшок с золотом. Никаких забастовок. Никаких профсоюзов. Никаких медстраховок и страхования от безработицы. Никакого языкового барьера как при переносе производства за рубеж. Заключенные делают бронирования для авиакомпании TWA, производят лимузины и бельё для Victoria’s Secret — и всё за малую долю стоимости свободного труда».
Корпорации используют легальный труд заключённых, более того, федеральное правительство предоставляет работодателям налоговый вычет 2400 $ за каждого нанятого заключённого. Так называемый «тюремный инсорсинг» получил популярность как дешёвая альтернатива аутсорсингу.
Сторонники использования труда заключённых указывают, что проводимая таким образом реабилитация прививает заключённым дисциплину, трудовую этику и прочие навыки, которые им понадобятся после освобождения. Гина Хоникат, исполнительный директор Национальной ассоциации исправительных учреждений, заявляет: «многие нарушители никогда не имели законной работы, и нуждаются в обучении таким навыкам, как приходить на работу к определённому времени, выполнять инструкции начальника и быть частью команды». Изучение показывает, что лица, прошедшие через такие программы, реже становятся рецидивистами.
Синтия Янг заявляет, что тюремный труд — это «рай для нанимателя». В ряде секторов он может вытеснять свободный труд, который становится неконкурентоспособным.
Журналист Джонатан Кей в своей статье в Нэшенл Пост определяет «тюремно-промышленный комплекс» как «коррумпированную деятельность, соединяющую худшие качества правительства (принуждение) и частной компании (алчность)». Он утверждает, что заключенные содержатся в бесчеловечных условиях, и что экономическая потребность держать тюрьмы заполненными вынуждает торпедировать любые попытки реформ, направленных на уменьшение рецидивизма и количества заключённых.

### Инвестиции
Федеральное бюро тюрем оплатило исследование Дуга Макдональда и Скотта Кампа, известное как «Исследование Тафта». В нём частные тюрьмы всесторонне сравнивались с общественными по экономическим критериям, эффективности и условиям жизни. Это исследование показало, что погоня за удешевлением тюрем привела к тому, что степень исправления заключенных понизилась. Огромные размеры частных тюрем означают, что их следует рассматривать как субъект экономики. Они следуют собственным бизнес-моделям, продвигая более эффективную альтернативу расходам из госбюджета.
В 2011 Юридический институт Вера исследовал 40 исправительных учреждений штатов, чтобы собрать данные о реальной стоимости тюрем. Отчёт показал, что штаты имеют дополнительные расходы от 1 до 34 % сверх бюджета. В 2016, когда при администрации Барака Обамы частные тюрьмы были в упадке, они рассматривались как более дорогая и менее безопасная замена государственным тюрьмам. Бывший заместитель Генерального прокурора Салли Йетс заявила: «Частные тюрьмы просто не обеспечивают тот же уровень работы, они не приводят к существенной экономии и, как было замечено в недавнем отчёте офиса Генерального прокурора, не обеспечивают тот же уровень безопасности». Цены на акции частных тюрем были на минимуме с 2008 года, и 18 августа 2016 Департамент юстиции обратил внимание на их упадок, и разработал план постепенного прекращения их использования.
Акции крупнейших операторов частных тюрем, КорЦивик и ГеоГрупп, взлетели до небес в 2016 после избрания Дональда Трампа (рост 140 % и 98 % соответственно). Генеральный прокурор Джеф Сешенс заявил 21 февраля 2017 года, что администрация Обамы «ослабила возможности Бюро тюрем по адаптации к будущим потребностям системы исправительных учреждений», и аннулировал директиву Обамы по уменьшению использования частных тюрем. В 2017 году CNN связало этот рост стоимости акций с намерениями Трампа по борьбе с преступностью и ужесточением иммиграции, то есть к ожиданиям увеличения числа арестов и, соответственно, увеличения прибылей. Обе компании сделали значительные пожертвования на избирательную кампанию Трампа в 2016 году.

## Иммиграция
Учреждение Службы иммиграции и натурализации США привело к увеличению бюджета 2000 года на 8 % по сравнению с 1999, или на 4,27 млрд долл. Это увеличение было, по мнению ряда экспертов, слишком быстрым, и могло вести к случаям халатности. Лукас Гуттенгаг, директор Проекта прав иммигрантов Американского союза защиты гражданских свобод, заявил, что «ожидающие слушаний иммигранты содержатся в условиях, неприемлемых для уголовных преступников в тюрьмах». Это касается нарушителей визового режима, которые содержатся в мотелях около аэропортов под контролем частных охранников, не имеющих отношения к правительству, часто без доступа к телефону и свежему воздуху, в некоторых случаях в наручниках. Согласно Гуттенгагу, имели место и случаи сексуального насилия по отношению к задержанным. Подобные условия существуют и в центре ESMOR в Элизабет в Нью-Джерси.
Количество незаконных иммигрантов в США оценивается в 11,3 млн. Критики тюремно-промышленного комплекса утверждают, что иммиграционная политика является неэффективной из-за того обстоятельства, что частные центры временного задержания получают прибыль от содержания нелегальных иммигрантов. Они также утверждают, что, несмотря на то, что количество заключенных увеличилось в 10 раз по сравнению с 1970 годом, страна от этого не стала безопаснее. После атак 11 сентября 2001 года бюджеты таможенного и пограничного бюро, а также иммиграционной и таможенной полиции почти удвоились за период с 2003 до 2008, с 5,8 млрд долл. до 10,1 млрд для Бюро, и с 3,2 до 5 млрд для полиции, хотя количество иммигрантов за это время существенно не менялось.
В год подвергается задержанию около 400 тыс. иммигрантов, из них около 50 % — в частных учреждениях. Более половины от годового дохода частных тюремных компаний приходит от центров задержания иммигрантов. Для некоторых маленьких общин Юго-Запада США такие учреждения стали неотъемлемой частью экономики. Контроль за условиями содержания в этих центрах затруднён в связи с тем, что на них не распространяется Акт о свободе информации.
В 2009 году профессор Университета Канзаса Голаш-Боза выдвинула термин «Иммиграционно-промышленный комплекс», определив его как результат взаимодействия частного и государственного секторов в области криминализации незадокументированной иммиграции, правоприменения иммиграционных законов и анти-иммиграционной риторики.

## Женщины
Исследования тюрем, находящихся в федеральной юрисдикции и юрисдикции штатов, показывает, что доля заключенных мужчин на душу населения превышает долю женщин в 15 раз.
Правозащитники указывают на факты сексуального насилия в отношении женщин-заключенных, в частности, обыски охранниками-мужчинами, и нарушения права на частную жизнь (охранники-мужчины следят за женщинами-заключёнными в душах и туалетах). 
Однако Мария Бутина, отсидевшая в американских тюрьмах 15 месяцев, не подтверждает этого: по её словам, в женских тюрьмах наблюдение в душе и туалете не практикуется, а надзирателями работают преимущественно женщины.

## Меньшинства
70 % заключенных США принадлежат к расовым меньшинствам. В силу ряда причин разные этнические группы имеют разные пропорции правонарушений, арестов и приговоров к тюремным срокам. В убывающем порядке наиболее высокое количество заключенных на душу населения наблюдается среди коренных американцев, афроамериканцев, американцев латинского происхождения, белых и, наконец, азиатов.